# 도시국가

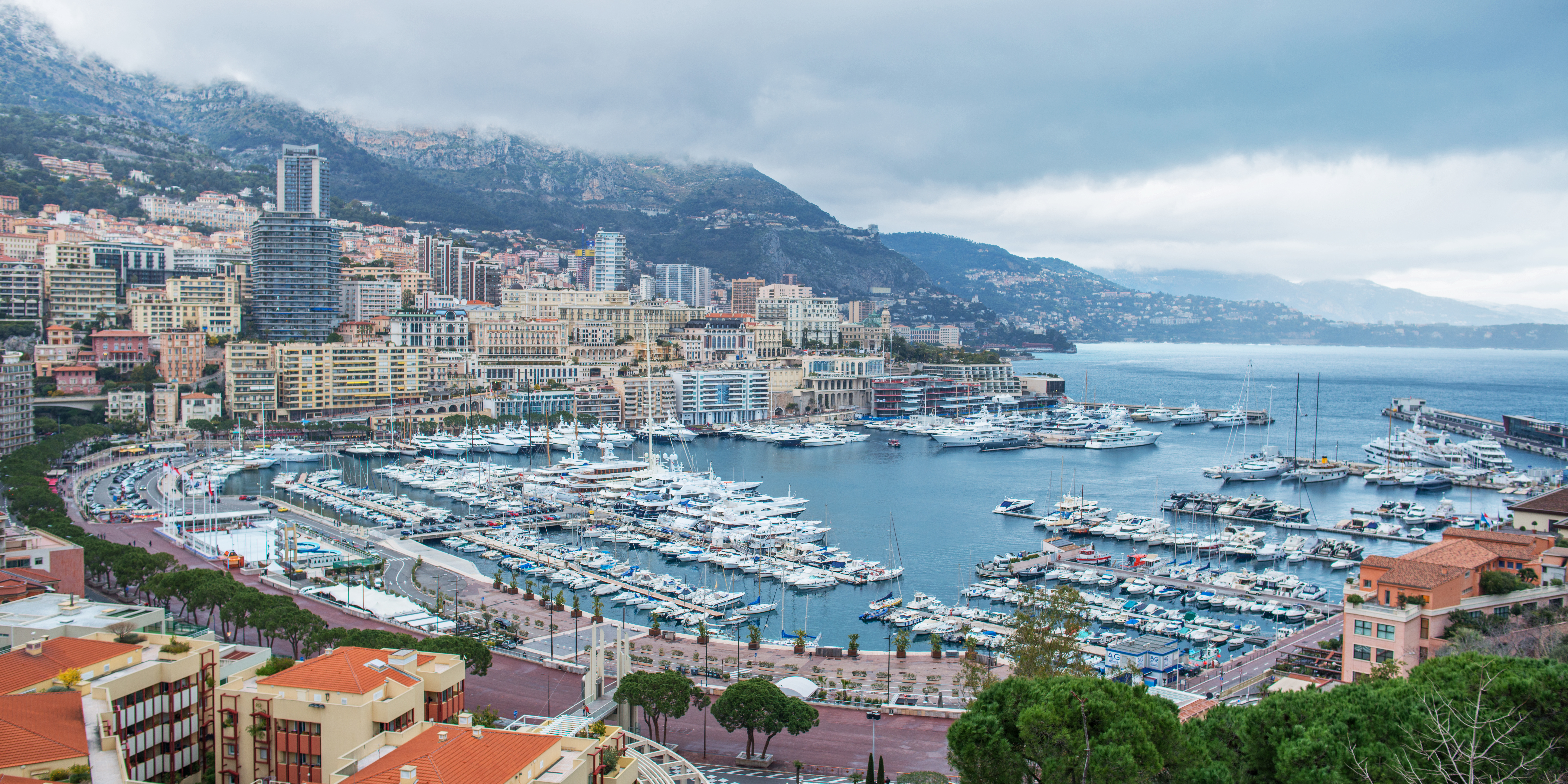
도시국가의 하나인 모나코

세계에서 가장 작은 나라로 잘 알려진 도시국가인 바티칸 시국

도시국가(都市國家, 영어: city-state) 또는 시국(市國)은 한 도시와 그 종속 구역으로 이루어진 자치 국가를 말한다. 그러나 현재는 소수의 자치적 도시 국가들만이 자신이 도시 국가임에 이견을 가지며 존재하고 있다. 싱가포르, 모나코, 바티칸 등의 국가는 국민 다수의 조화로 다른 일반국들과 좋은 관계를 유지하고 있으며, 많은 다른 국가들과 비슷한 성질을 가지고 있다. 따라서 가끔씩 그들은 현대적 국가의 양상을 띄기도 하는데, 몰타, 바레인, 산마리노, 안도라와 같은 인구 밀도가 높은 극소 국가들이 대표적이다. 브루나이, 쿠웨이트와 같은 국가들은 면적은 꽤 되지만 수도 외의 도시가 없다.

## 옛 도시국가
역사적으로는, 유명한 도시국가인 로마, 아테네, 카르타고와 르네상스 시대의 여러 이탈리아 도시국가를 포함한다.

## 현재의 도시국가
2022년 현재에도 존속하는 도시 국가로는 싱가포르, 모나코, 바티칸 등이 있다.
그 중, 싱가포르는 자체적인 통화 (싱가포르 달러), 자체적인 군사력 (싱가포르군), 정치와 외교권등을 가지고 있어서 완전히 자주적인 도시 국가로 보기도 한다.

## 역사적 배경

### 고대와 중세 시대

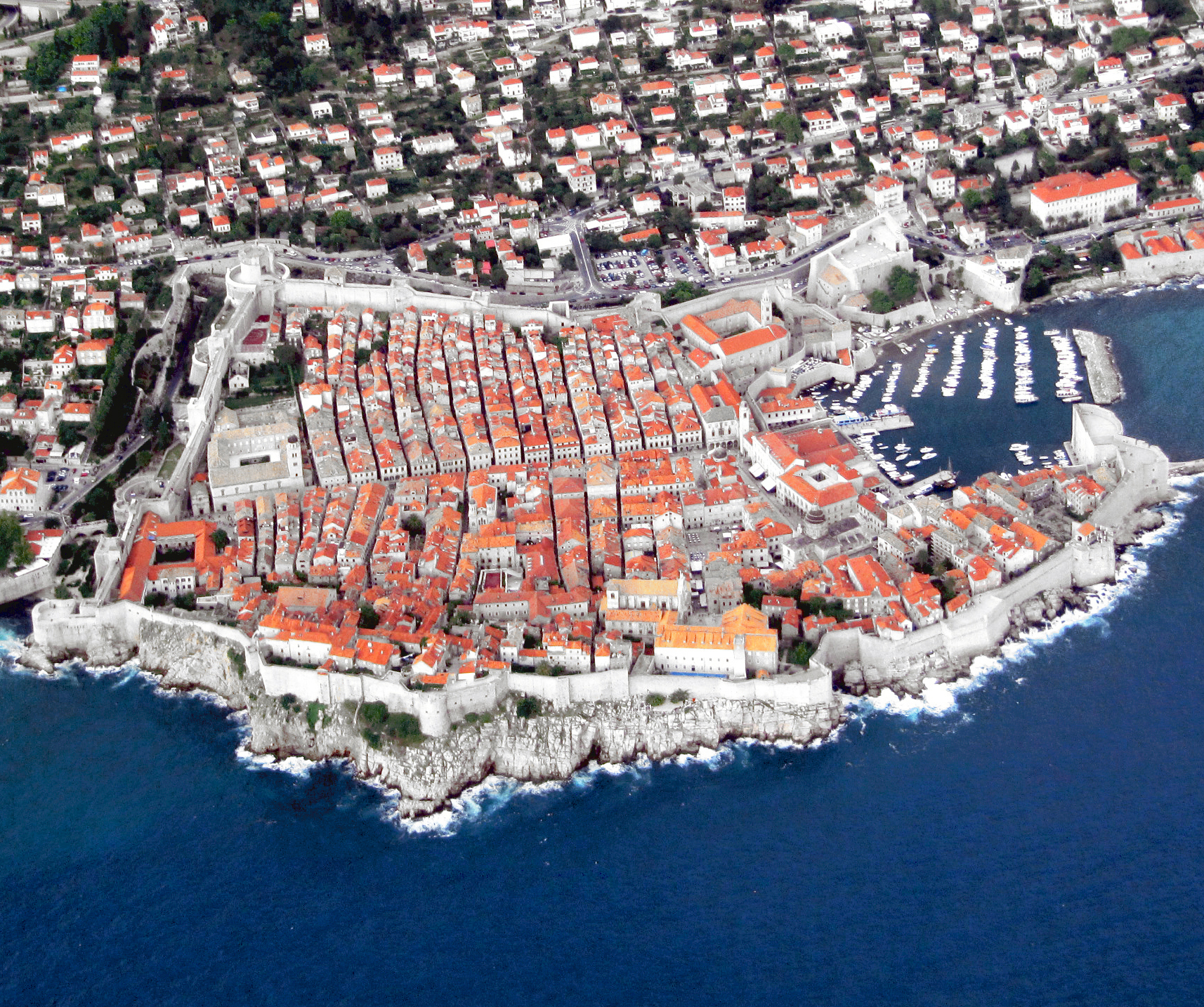
라구사 공화국의 수도였던 두브로브니크

역사적 예로는 오래 전에 존재했다고 알려진 수메르인들의 도시 국가인 우루크와 우르, 고대 이집트의 도시 국가였던 테베와 멤피스, 페니키아의 국가였던 티레와 시돈, 베르베르인들의 가라멘테, 고대 그리스의 고대 아테네, 테베, 스파르타, 코린토스 등 폴리스 국가들이 있으며, 거대 세력으로 성장한 국가들로는 로마 제국(도시 국가에서 출발), 마야와 콜럼버스의 신대륙 발견 이전의 메소아메리카(치첸 이트사, 티카, 코판, 몬테 알반과 같은 도시 국가들을 포함) 등이 있다.
실크 로드의 중간에 있던 중앙아시아의 도시 국가들로는 스와힐리 해변, 베니스, 라구사 공화국 등이 있고, 중세 러시아의 도시 국가들로는 노브고로드, 프스코프 등을 비롯해 러시아의 여러 도시 공화국들이 있다. 학자들은 바이킹족들이 세웠던 아일랜드의 도시국들, 그 중 가장 중요한 더블린을 중세 도시 국가들로 분류하기도 한다.

## 현존하는 도시국가

### 완전한 주권이 있는 도시국가
- 싱가포르
- 모나코
- 바티칸 시국

### 도시국가로 취급하는 국가 혹은 자치지역
- 홍콩
- 마카오
- 브루나이[7]
- 쿠웨이트[7]
- 바레인[7]
- 아부다비
- 두바이
- 안도라
- 리히텐슈타인
- 지브롤터
- 세우타
- 멜리야
- 산마리노[7]
- 몰타

## 같이 보기
- 연방구
- 쀼